# Tiberiu Ușeriu
Tiberiu Ușeriu (n. 30 decembrie 1973, Prundu Bârgăului, Bistrița-Năsăud, România) este un sportiv extrem român, alergător de anduranță și ultramaratonist.

## Biografie
Tiberiu Ușeriu s-a născut în 1973, în județul Bistrița-Năsăud. Are un frate mai mare, Alin Uhlmann Ușeriu, fondator a Asociației Tășuleasa Social.
Între 2018 și 2022, împreună cu fratele său Alin Uhlmann Ușeriu și cu alți colaboratori, în cadrul Asociației Tășuleasa Social, Tibi Ușeriu a pus în practică proiectul Via Transilvanica, traseu de drumeții tematice din România, cu o lungime totală de 1.428 km.

### Prima participare la6633 Arctic Ultra
În 2016, dintre 12 participanți și într-un timp de 173 ore și 44 minute, a terminat primul cel mai dificil maraton (din punctul de vedere al distanței parcurse - 566 km - și al temperaturilor), 6633 Arctic Ultra, pe care l-a denumit cursa vieții, ajungând primul la capătul celor 566 km din zona Cercului Polar. Acesta a parcurs 566 de km pe un ger năprasnic și la temperaturi de până la -52 de grade și a ajuns cu 12 ore înainte de termenul limită. Acesta susține că în anumite momente a avut și halucinații - îi vedea pe Tom și Jerry alergând pe gheață sau elefanți în jurul lui - pe lângă problemele de sănătate pe care le-a avut. Doar 7 competitori au trecut linia de sosire. La start au fost trei români: Tiberiu Ușeriu, Andrei Roșu, Vlad Tănase.

### A doua participare la6633 Arctic Ultra
În 2017, dintre 18 participanți și într-un timp de 158 ore și 25 minute, a câștigat din nou cel mai dur maraton din lume desfășurat la Cercul polar arctic, reușind să treacă primul dupa 173 de ore și 40 de minute, pentru al doilea an consecutiv linia de sosire de la Tuktoyaktuk, Canada unde s-a încheiat cursa de gheață a maratonului "6633 Arctic Ultra".
Maratonul 6633 Arctic Ultra s-a desfășurat în Canada, dincolo de Cercul Polar, și presupune parcurgerea a 566 kilometri în maxim 180 de ore, pe gheață, la temperaturi care pot ajunge până la minus 52 de grade Celsius. La întoarcerea în țară a fost primit de către clujeni ca un adevărat campion.

### A treia participare la6633 Arctic Ultra
În 2018, dintre 25 participanți și într-un timp de 172 ore și 50 minute, Tiberiu Ușeriu, în vârstă de 44 ani, a reușit să câștige pentru a treia oară consecutiv din tot atâtea participări, ultramaratonul 6633 Arctic Ultra, considerat printre cele mai dificile din lume, având în vedere că se desfășoară în zona Cercului Polar. La ediție aniversară, ediția a X-a a competiției, au terminat doar 6 competitori și au avut la dispoziție 216 ore să parcurgă traseul de 618 kilometri. La start au fost patru români: Tibi Ușeriu, Levente Polgar, Avram Iancu și Florentina Iofcea. Ceilalți trei români au abandonat competiția încă din primele 24 de ore, din cauza condițiilor meteo și a unei accidentări.
Cursa a debutat în data de 8 martie 2018, iar Tiberiu Ușeriu a reușit să o încheie după 7 zile și aproximativ 5 ore.

### Cea mai recentă participare la Yukon Arctic Ultra (2020)
„Ultramaratonistul Tiberiu Ușeriu a reușit încă o performanță excepțională. Doar el și un elvețian au putut să termine anul acesta competiția Yukon Arctic Ultra, supranumită „Cursa infernală de la Cercul Polar”. Citatul de mai sus aparține articolului publicat de Digi24 la terminarea celui mai recent concurs Yukon Arctic Ultra (8 februarie 2020), în care alergătorul de anduranță și ultramaratonistul român a sosit pe locul doi.

## Publicații
În februarie 2017, Tiberiu Ușeriu a lansat cartea „27 de pași”, o autobiografie în care povestește în peste 200 de pagini cum a ajuns în viață doar o cifră, "Domnul 2.800" și cum a renăscut într-o celulă cu pereți cu grosimea de 70 de cm, unde a fost condamnat să stea 23 de ani într-o închisoare de maximă siguranță (modificările legislative i-au redus pedeapsa la 13 ani, din care a executat 9, fiind eliberat în 2010).

## Legături externe
- Tiberiu Ușeriu - Căutare Google
- Tibi Ușeriu: Până la capăt! A câștigat a treia oară cursa infernală de la Polul Nord, autor: Voicu Bojan, publicat: 16 martie 2018
- Tibi Ușeriu: „Dacă vrei să pupi cerul mai întâi trebuie să-ți julești genunchii”, autor: Daniela Palade Teodorescu, publicat: Revista Cariere, februarie 2018
- Tibi a trecut de punctul critic unde a abandonat anul trecut. Primul telefon